# Mike Vogel
Michael James Vogel (Abington, 17 luglio 1979) è un attore statunitense.

## Biografia
Nato in Pennsylvania, una volta raggiunta la maggiore età si trasferisce a New York in cerca di fortuna. Nella Grande Mela inizia a lavorare come modello. Successivamente inizia a farsi le ossa recitando per la televisione nella serie TV I Finnerty e nel film tv Wuthering Heights.
Viene alla ribalta grazie al remake Non aprite quella porta con Jessica Biel, che ottiene un successo inaspettato ai botteghini. È poi co-protagonista del film Supercross e ottiene ruoli minori in 4 amiche e un paio di jeans, Vizi di famiglia, Havoc - Fuori controllo e nel blockbuster Poseidon. Nel 2007 è protagonista assoluto dell'horror/thriller Le morti di Ian Stone e nel 2008 ottiene una parte di rilievo in Cloverfield di Matt Reeves e nell'horror fantasy Open Graves. Diventa il protagonista del film Across the Hall al fianco di Danny Pino e Brittany Murphy. Figura anche nel film Blue Valentine che vede come protagonisti Michelle Williams e Ryan Gosling. Ottiene una parte da co-protagonista nella serie TV Miami Medical, in cui veste i panni di un aitante chirurgo tramautologo.
Partecipa al cast della commedia Lei è troppo per me, portando in scena la parte di un amico del protagonista Kirk (interpretato da Jay Baruchel). Nel 2011 recita nel film indipendente intitolato Heaven's Rain e prende parte alle riprese di The Help, tratto dal romanzo L'aiuto di Kathryn Stockett. Sempre nel 2011 interpreta uno degli ex fidanzati di Anna Faris nella commedia (S)Ex List. È inoltre tra i protagonisti della serie televisiva Pan Am e dal 2013 è tra i protagonisti della serie televisiva Under the Dome, basata sul romanzo The Dome di Stephen King. 
Nel 2021 raggiunge l'apice della notorietà grazie alla partecipazione come protagonista alla serie originale Netflix Sex/Life . Sempre nello stesso anno prende parte alla decima stagione di American Horror Story , dove interpreta il Presidente John Fitzgerald Kennedy.

### Vita privata
Nel 2003 ha sposato un'ex modella, Courtney, da cui ha avuto tre figli: Cassy Renee (2007), Charlee B. (2009) e Gabriel James (2013). La famiglia vive ad Austin, Texas.

## Filmografia

### Cinema
- Grind, regia di Casey La Scala (2003)
- Non aprite quella porta (The Texas Chainsaw Massacre), regia di Marcus Nispel (2003)
- 4 amiche e un paio di jeans (The Sisterhood of the Traveling Pants), regia di Ken Kwapis (2005)
- Havoc - Fuori controllo (Havoc), regia di Barbara Kopple (2005)
- Supercross, regia di Steve Boyum (2005)
- Vizi di famiglia (Rumor Has It...), regia di Rob Reiner (2005)
- Poseidon, regia di Wolfgang Petersen (2006)
- Caffeine, regia di John Cosgrove (2006)
- Le morti di Ian Stone (The Deaths of Ian Stone), regia di Dario Piana (2007)
- Cloverfield, regia di Matt Reeves (2008)
- Across the Hall, regia di Alex Merkin (2009)
- Open Graves, regia di Álvaro de Armiñán (2009)
- Blue Valentine, regia di Derek Cianfrance (2010)
- Lei è troppo per me (She's Out of My League), regia di Jim Field Smith (2010)
- The Help, regia di Tate Taylor (2011)
- (S)Ex List (What's Your Number?), regia di Mark Mylod (2011)
- Heaven's Rain, regia di Paul Brown (2011)
- McCanick, regia di Josh C. Waller (2013)
- Jake Squared, regia di Howard Goldberg (2013)
- The Boy, regia di Craig William Macneill (2015)
- Lost and Found Part One: The Hunter, regia di Ryan Whitaker (2016) - cortometraggio
- Lost and Found Part Two: The Cross, regia di Ryan Whitaker (2016) - cortometraggio
- Wild Man, regia di Stefanie Black, Jacquie Phillips (2017)
- The Case for Christ, regia di Jon Gunn (2017)
- La battaglia dei sessi (Battle of the Sexes), regia di Jonathan Dayton, Valerie Faris (2017)
- The Amendment, regia di Paul Brown (2018)
- Secret Obsession, regia di Peter Sullivan (2019)
- Fantasy Island, regia di Jeff Wadlow (2020)
- Collection - Il debito (Collection), regia di Marianna Palka (2021)

### Televisione
- I Finnerty (Grounded for Life) – serie TV, 15 episodi (2001-2004)
- Wuthering Heights, regia di Suri Krishnamma – film TV (2003)
- Criminal Minds - serie TV, episodio 4x11 (2008) - non accreditato
- Empire State, regia di Jeremy Podeswa (2009) - episodio pilota scartato
- Miami Medical – serie TV, 13 episodi (2010)
- Pan Am – serie TV, 14 episodi (2011-2012)
- Living Loaded (2012) - episodio pilota scartato
- Bates Motel – serie TV, 7 episodi (2013)
- Under the Dome – serie TV, 39 episodi (2013-2015)
- Ho sognato l'amore (In My Dreams) – film TV, regia di Kenny Leon (2014)
- Childhood's End – miniserie TV, 3 episodi (2015)
- The Brave - serie TV, 13 episodi (2017-2018)
- Sex/Life - serie TV (2021 - 2023)
- American Horror Story - serie TV, 2 episodi (2021)

## Doppiatori italiani
Nelle versioni in lingua italiana dei suoi lavori, Mike Vogel è stato doppiato da:
- Marco Vivio in Caffeine, Cloverfield, Lei è troppo per me, Pan Am, Childhood's End, The Brave, Sex/Life
- Simone D'Andrea in Havoc - Fuori controllo, Under the Dome
- David Chevalier in Vizi di famiglia, Le morti di Ian Stone
- Andrea Mete in Poseidon, American Horror Story
- Fabio Boccanera in Miami Medical, Fantasy Island
- Massimo De Ambrosis in Non aprite quella porta
- Davide Albano in Blue Valentine
- Massimiliano Manfredi in The Help
- Francesco Venditti in Bates Motel
- Emiliano Coltorti in Ho sognato l'amore
- Mattia Bressan in Secret Obsession